# Yezoceryx nigricans
Yezoceryx nigricans là một loài tò vò trong họ Ichneumonidae.